# 組曲『ニコニコ動画』
組曲『ニコニコ動画』（くみきょく ニコニコどうが）は、ニコニコ動画のユーザー「しも」が制作した動画。略称「組曲」。
名称に「組曲」と冠しているが、実際は既存の曲をメドレー形式で繋げた動画である。

## 概要
ニコニコ動画のサービス開始初期から2007年6月ごろまでの間、同サイト内で知名度の高かった楽曲をDTMの打ち込みで繋ぎ合わせたメドレー動画。「ニコニコ動画中毒の方へ贈る一曲」から始まり、事実上シリーズ化されている。
いずれも、動画部分はWindows Media Playerの視覚エフェクトのキャプチャ動画が使用されており、アニメの本編映像・絵やVOCALOID楽曲・東方Project楽曲のPVなどは使われていない。
ニコニコ動画中毒の方へ送る一曲（略称:中毒）は、組曲『ニコニコ動画』の前身にあたり、この作品に収録された曲はすべて組曲にも継承されている。約5分と短い。全15曲。組曲『ニコニコ動画』は約10分で、全33曲。
ニコニコ動画物語.wav（略称:物語）は、組曲『ニコニコ動画』の投稿から約3ヶ月後に投稿された。組曲に収録された曲は一部削除されたものの多くが継承された。長さは約26分にも及び、しもの作品の中では最も長く、しもに影響されたと思われる他の作者の全メドレー作品を考えても、かなり長い方である。最後の「ラッシュ」と言われる部分では、8曲が重なりながら矢継ぎ早に切り替わる演出が施されており、この演出は後のしもの作品のほか、他の作者によるメドレー作品にも影響を及ぼしている。全56曲。
またこれは修正版で修正前のものがある。修正前の長さは約27分あり、全53曲。修正版より3曲少ない。視聴者から「耳が痛い」や「長すぎる」というコメントがきて、9日後に修正版が投稿された。しかし、修正前の方が好きな者も多い。修正版に追加された曲は 「Eight Melodies」、「愛のテーマ」、「God knows...」の3曲である。修正前は投稿者削除されている。
ニコニコ動画流星群（略称:流星群）は、物語の約半年後に投稿された。物語・組曲に収録されている曲と新規の収録が半々くらいで、削除された曲も多かった。長さは約14分。全48曲。
七色のニコニコ動画（略称:七色）は、流星群の約１年後に投稿された。メインの部分は、すべて新規の収録で、既存の作品に収録されていた曲は、最後の「ラッシュ」の部分に「HEROES」と銘打って28曲が重なりながら切り替わるように使用されている。流星群に使われた時報だけは、21~22の切り替わる部分で裏に流れていたり、HEROESのラストとして43をまたいで他より長く用いられていたりする。長さは約12分。44曲+HEROES(29曲)の全73曲。
しもはブログで新作の第6作目を製作中であることを明かしていたが、HDDがクラッシュしたことにより製作打ち切りとなってしまった。だが、何者かによりHDDがクラッシュする前に保存された製作中のデータがインターネット上に流出しており、現在「Death to Simoyuki - ニコメド6」のタイトルで視聴することが可能である。
2015年01月09日、ニコニコメドレーではないが約3年ぶりに新作メドレー「ガチムチ動画男尻祭4」が投稿された。
組曲『ニコニコ動画』投稿10周年直前の2017年6月22日には当動画が1000万再生を達成した。

## シリーズの歴史
- 2007年06月5日 第1作「ニコニコ動画中毒の方へ贈る一曲」投稿
- 2007年06月23日 第2作「組曲『ニコニコ動画』」投稿
- 2007年09月09日 第3作「ニコニコ動画物語.wav」投稿 （9月18日修正版投稿。修正前は2008年4月17日削除）
- 2008年04月11日 第4作「ニコニコ動画流星群」投稿
- 2008年07月23日 ニコニコ動画流星群のショートアレンジである「ニコニコ動画流星娘」の着うた配信開始
- 2009年06月03日 第5作「七色のニコニコ動画」投稿
- 2011年04月23日 「ガチムチ動画男尻祭」投稿
- 2010年03月19日 七色のニコニコ動画のショートアレンジである「七色のニコニコ動画(mobile rainbow mix)」の着うた配信開始
- 2011年04月23日 「組曲『ニコニコ動画』改」投稿
- 2011年07月14日 「ガチムチ動画男尻祭2」投稿
- 2011年08月03日 「キチガイ動画充電録」投稿
- 2012年04月14日 「ガチムチ動画男尻祭3」投稿
- 2012年04月15日 「超組曲『ニコニコ動画』」投稿
- 2015年01月09日 「ガチムチ動画男尻祭4」投稿

## 影響・反響
本作品が投稿されて以降、同楽曲を伴奏として歌唱パートを加えた、いわゆる「歌ってみた」動画の投稿が相次いだ。元々このような趣向の動画は以前から投稿されていたが、同楽曲を使用した「歌ってみた」動画の投稿量は、それ以前の数を大きく上回る。ニコニコ動画で、最新動画の『七色のニコニコ動画』でのタグ検索結果は、2015年1月時点で1500件を超えている。
タイトルの「組曲」は厳密な意味での組曲ではなく、あくまで「組曲という名前のメドレー」である（作者談）。
シリーズの原曲を繋げてメドレーにする、「元の曲で再現してみた」が流行。元々は歌詞のない組曲『ニコニコ動画』シリーズに、原曲から繋げることでより一層の人気を深めた。のちにニコニコ動画で名を博した歌い手たちを集めて作られた『ランティス組曲』にも影響を及ぼす。原曲に歌詞が存在しない場合もあるが、大抵は即興の歌詞（多くはニコニコ動画内で流行した替え歌や空耳）をつけて歌われることが多い。また、替え歌も多数存在している。すなわち、メロディはそのまま転用して歌詞だけ特定のアニメ・ゲームや芸能人（主に声優）用にアレンジする者が現れている。（組曲『○○動画』〔メドレーごとに、○○動画物語.wav、○○動画流星群、○色の○○〕と呼ばれる。○○にはキャラ名などが入る。替え歌組曲『ニコニコ動画』〔メドレーごとに、ニコニコ替え歌物語.wav、流星群『替え歌シリーズ』、七色の替え歌動画〕でタグ検索することでヒット。）
その中でも特に多くの視聴者の注目を集めた歌い手には、自然発生的に愛称がつけられ、自らその愛称をハンドルネームのようにする歌い手も現れた。さらに歌ではなく、リコーダー、ピアノ、ヴァイオリン、果ては篠笛や太鼓や箏など多彩な楽器を使って演奏する「演奏してみた」動画も投稿された。これらの歌や演奏をミックスして合唱や合奏としたものもあり、オーケストラによる演奏も投稿された。中国語（台湾華語）、韓国語、英語で訳されたものを歌ったり、台湾ではPTTC_CHATの有志によるものや国立中央大学の生徒数百人が合唱したものもある。
しものメドレーシリーズに影響を受けてメドレーを作る者も現れた。それらをまとめてニコニコメドレーシリーズと言う。
2008年6月22日には、しも本人による「【一周年記念】組曲『ニコニコ動画』をうｐ主が自ら歌った」が投稿された。（通称、「歌ってみた」動画への模範解答）それ以降も、「ニコニコ動画物語.wav」や「ニコニコ動画流星群」、「七色のニコニコ動画」でも自ら歌った物を投稿している。

## 作品および使用曲一覧

### ニコニコ動画中毒の方へ贈る一曲
| 曲順       | 楽曲名                                | 出典                                                                                        |
| 01         | レッツゴー! 陰陽師                    | ゲーム『新・豪血寺一族 -煩悩解放-』挿入歌                                                   |
| 02         | 魔理沙は大変なものを盗んでいきました  | IOSYSによる、ゲーム『東方妖々夢』BGM「人形裁判 〜 人の形弄びし少女」のアレンジ楽曲          |
| 02-1(02)   | 魔理沙は大変なものを盗んでいきました  | IOSYSによる、ゲーム『東方妖々夢』BGM「人形裁判 〜 人の形弄びし少女」のアレンジ楽曲          |
| 02-2（01） | レッツゴー! 陰陽師                    | ゲーム『新・豪血寺一族 -煩悩解放-』挿入歌                                                   |
| 03         | Dr.WILY STAGE 1                       | ゲーム『ロックマン2 Dr.ワイリーの謎』BGM（歌詞は二次創作「思い出は億千万」）                |
| 03-1(03)   | Dr.WILY STAGE 1                       | ゲーム『ロックマン2 Dr.ワイリーの謎』BGM（歌詞は二次創作「思い出は億千万」）                |
| 03-2(02)   | 魔理沙は大変なものを盗んでいきました  | IOSYSによる、ゲーム『東方妖々夢』BGM「人形裁判 〜 人の形弄びし少女」のアレンジ楽曲          |
| 04-1(04)   | God knows...                          | アニメ『涼宮ハルヒの憂鬱』挿入歌                                                            |
| 04-2(03)   | Dr.WILY STAGE 1                       | ゲーム『ロックマン2 Dr.ワイリーの謎』BGM（歌詞は二次創作「思い出は億千万」）                |
| 05         | もってけ!セーラーふく                 | アニメ『らき☆すた』オープニングテーマ                                                       |
| 06         | 創聖のアクエリオン                    | アニメ『創聖のアクエリオン』オープニングテーマ                                              |
| 07         | ふたりのもじぴったん                  | ゲーム『ことばのパズル もじぴったん』テーマ曲                                               |
| 08         | つるぺったん                          | Silver Forestによる「竹取飛翔」「レッツゴー！陰陽師」「ふたりのもじぴったん」のアレンジ楽曲 |
| 09         | true my heart                         | ゲーム『Nursery Rhyme -ナーサリィ☆ライム-』オープニングテーマ                               |
| 10-1(10)   | kiss my lips                          | ave;new 佐倉紗織の楽曲                                                                      |
| 10-2(09)   | true my heart                         | ゲーム『Nursery Rhyme -ナーサリィ☆ライム-』オープニングテーマ                               |
| 11         | RODEO MACHINE                         | HALFBYの楽曲 PVが『少し楽しくなる動画』というタイトルでアップロードされている。             |
| 12         | 序曲 (DRAGON QUEST)                   | ゲーム『ドラゴンクエストシリーズ』テーマ曲                                                  |
| 13         | FINAL FANTASY                         | ゲーム『ファイナルファンタジーシリーズ』テーマ曲                                            |
| 14-1(14)   | ガチャガチャきゅ〜と・ふぃぎゅ@メイト | ゲーム『ふぃぎゅ@メイト』オープニングテーマ                                                 |
| 14-2(13)   | FINAL FANTASY                         | ゲーム『ファイナルファンタジーシリーズ』テーマ曲                                            |
| 14         | ガチャガチャきゅ〜と・ふぃぎゅ@メイト | ゲーム『ふぃぎゅ@メイト』オープニングテーマ                                                 |
| 15         | あいつこそがテニスの王子様            | 『ミュージカル・テニスの王子様』挿入歌                                                      |

### 組曲『ニコニコ動画』
| 曲順      | 楽曲名                                   | 出典                                                                                        |
| 01        | エージェント夜を往く                     | ゲーム『THE IDOLM@STER』挿入歌                                                              |
| 02        | ハレ晴レユカイ                           | アニメ『涼宮ハルヒの憂鬱』エンディングテーマ                                                |
| 03        | 患部で止まってすぐ溶ける〜狂気の優曇華院 | IOSYSによる、ゲーム『東方永夜抄』BGM「狂気の瞳 〜 Invisible Full Moon」のアレンジ楽曲       |
| 04-1(04)  | Help me, ERINNNNNN!!                     | ビートまりおらによる、ゲーム『東方永夜抄』BGM「竹取飛翔 〜 Lunatic Princess」のアレンジ楽曲 |
| 04-2(03)  | 患部で止まってすぐ溶ける〜狂気の優曇華院 | IOSYSによる、ゲーム『東方永夜抄』BGM「狂気の瞳 〜 Invisible Full Moon」のアレンジ楽曲       |
| 05        | nowhere                                  | アニメ『MADLAX』挿入歌                                                                      |
| 06        | クリティウスの牙                         | アニメ『遊☆戯☆王デュエルモンスターズ』BGM                                                   |
| 07- 1(07) | GONG                                     | ゲーム『第3次スーパーロボット大戦α 終焉の銀河へ』オープニングテーマ                         |
| 07-2(06)  | クリティウスの牙                         | アニメ『遊☆戯☆王デュエルモンスターズ』BGM                                                   |
| 08-1(08)  | 森のキノコにご用心                       | ゲーム『スーパーマリオRPG』BGM（歌詞は二次創作）                                            |
| 08-2(07)  | GONG                                     | ゲーム『第3次スーパーロボット大戦α 終焉の銀河へ』オープニングテーマ                         |
| 08        | 森のキノコにご用心                       | ゲーム『スーパーマリオRPG』BGM（歌詞は二次創作）                                            |
| 09        | Butter-Fly                               | アニメ『デジモンアドベンチャー』オープニングテーマ                                          |
| 10-1(10)  | 真赤な誓い                               | アニメ『武装錬金』オープニングテーマ                                                        |
| 10-2(09)  | Butter-Fly                               | アニメ『デジモンアドベンチャー』オープニングテーマ                                          |
| 11        | エアーマンが倒せない                     | せらのオリジナル楽曲（ゲーム『ロックマン2 Dr.ワイリーの謎』をテーマにした二次創作）         |
| 11-1(11)  | エアーマンが倒せない                     | せらのオリジナル楽曲（ゲーム『ロックマン2 Dr.ワイリーの謎』をテーマにした二次創作）         |
| 11-2(12)  | 勇気VS意地                               | 『ミュージカル・テニスの王子様』挿入歌                                                      |
| 12        | 勇気VS意地                               | 『ミュージカル・テニスの王子様』挿入歌                                                      |
| 13        | アンインストール                         | アニメ『ぼくらの』オープニングテーマ                                                        |
| 14        | 鳥の詩                                   | ゲーム『AIR』オープニングテーマ                                                             |
| 15        | you                                      | ゲーム『ひぐらしのなく頃に解 目明し編』エンディングテーマ                                   |
| 16-1(16)  | 魔理沙は大変なものを盗んでいきました     | IOSYSによる、ゲーム『東方妖々夢』BGM「人形裁判 〜 人の形弄びし少女」のアレンジ楽曲          |
| 16-2(15)  | you                                      | ゲーム『ひぐらしのなく頃に解 目明し編』エンディングテーマ                                   |
| 16        | 魔理沙は大変なものを盗んでいきました     | IOSYSによる、ゲーム『東方妖々夢』BGM「人形裁判 〜 人の形弄びし少女」のアレンジ楽曲          |
| (間奏)    |                                          |                                                                                             |
| 17        | Dr.WILY STAGE 1                          | ゲーム『ロックマン2 Dr.ワイリーの謎』BGM（歌詞は二次創作「思い出は億千万」）                |
| 17-1(17)  | Dr.WILY STAGE 1                          | ゲーム『ロックマン2 Dr.ワイリーの謎』BGM（歌詞は二次創作「思い出は億千万」）                |
| 17-2(16)  | 魔理沙は大変なものを盗んでいきました     | IOSYSによる、ゲーム『東方妖々夢』BGM「人形裁判 〜 人の形弄びし少女」のアレンジ楽曲          |
| 18-1(18)  | God knows...                             | アニメ『涼宮ハルヒの憂鬱』挿入歌                                                            |
| 18-2(17)  | Dr.WILY STAGE 1                          | ゲーム『ロックマン2 Dr.ワイリーの謎』BGM（歌詞は二次創作「思い出は億千万」）                |
| 19        | もってけ!セーラーふく                    | アニメ『らき☆すた』オープニングテーマ                                                       |
| 20        | ガチャガチャへるつ・ふぃぎゅ@ラジオ      | ゲーム『ふぃぎゅ@謝肉祭』オープニングテーマ                                                 |
| 21        | 創聖のアクエリオン                       | アニメ『創聖のアクエリオン』オープニングテーマ                                              |
| 22        | ふたりのもじぴったん                     | ゲーム『ことばのパズル もじぴったん』テーマ曲                                               |
| 23        | つるぺったん                             | Silver Forestによる「竹取飛翔」「レッツゴー！陰陽師」「ふたりのもじぴったん」のアレンジ楽曲 |
| 24        | Here we go!                              | ゲーム『スーパーマリオワールド』BGM（歌詞は二次創作）                                       |
| 25        | true my heart                            | ゲーム『Nursery Rhyme -ナーサリィ☆ライム-』オープニングテーマ                               |
| 26-1(26)  | kiss my lips                             | ave;new feat.佐倉紗織の楽曲                                                                 |
| 26-2(25)  | true my heart                            | ゲーム『Nursery Rhyme -ナーサリィ☆ライム-』オープニングテーマ                               |
| 27        | RODEO MACHINE                            | HALFBYの楽曲 PVが『少し楽しくなる動画』というタイトルでアップロードされている。             |
| 28        | 序曲 (DRAGON QUEST)                      | ゲーム『ドラゴンクエストシリーズ』テーマ曲（歌詞は国歌「君が代」）                          |
| 29        | FINAL FANTASY                            | ゲーム『ファイナルファンタジーシリーズ』テーマ曲                                            |
| 30        | ガチャガチャきゅ〜と・ふぃぎゅ@メイト    | ゲーム『ふぃぎゅ@メイト』オープニングテーマ                                                 |
| 31        | あいつこそがテニスの王子様               | 『ミュージカル・テニスの王子様』挿入歌                                                      |
| 32        | レッツゴー! 陰陽師                       | ゲーム『新・豪血寺一族 -煩悩解放-』挿入歌                                                   |
| 33        | さくらさくら Feat.fooさん                | 日本古謡。ニコニコ動画で、かつて動画が削除された時に流されていた曲                          |

### ニコニコ動画物語.wav
| 曲順      | 楽曲名                                   | 出典 |
| OP1(53)   | 魔理沙は大変なものを盗んでいきました     | IOSYSによる、ゲーム『東方妖々夢』BGM「人形裁判 〜 人の形弄びし少女」のアレンジ楽曲                                                                   |
| OP2(54)   | Dr.WILY STAGE 1                          | ゲーム『ロックマン2 Dr.ワイリーの謎』BGM（歌詞は二次創作「思い出はおっくせんまん！」）                                                               |
| OP3(55)   | あいつこそがテニスの王子様               | 『ミュージカル・テニスの王子様』挿入歌 |
| OP4(56)   | レッツゴー! 陰陽師                       | ゲーム『新・豪血寺一族 -煩悩解放-』挿入歌 |
| 01        | ENDLESS RAIN                             | Xの楽曲 |
| 02        | 粉雪                                     | レミオロメンの楽曲 |
| 03        | GREEN GREENS                             | ゲーム『星のカービィシリーズ』ステージBGM（歌詞は二次創作）                                                                                          |
| 04-1(04)  | Here we go!                              | ゲーム『スーパーマリオワールド』BGM（歌詞は二次創作）                                                                                                |
| 04-2(03)  | GREEN GREENS                             | ゲーム『星のカービィシリーズ』ステージBGM（歌詞は二次創作）                                                                                          |
| 05-1(05)  | SMILES&TEARS                             | ゲーム『MOTHER2』エンディングテーマ |
| 05-2(06)  | Eight Melodies                           | ゲーム『MOTHER』メインテーマ |
| 05-3(07)  | 愛のテーマ                               | ゲーム『MOTHER3』メインテーマ |
| 05-4(04)  | Here we go!                              | ゲーム『スーパーマリオワールド』BGM（歌詞は二次創作）                                                                                                |
| 08        | CANDY POP                                | Heartsdalesの楽曲 ニコニコ動画ではアニメ『涼宮ハルヒの憂鬱』のMADに使用されている                                                                    |
| 09-1(09)  | GO MY WAY!!                              | ゲーム『THE IDOLM@STER』ダンス楽曲 |
| 09-2(01)  | ENDLESS RAIN                             | Xの楽曲 |
| 09-3(05)  | SMILES&TEARS                             | ゲーム『MOTHER2』エンディングテーマ |
| 10        | もってけ!セーラーふく                    | アニメ『らき☆すた』オープニングテーマ |
| 10-1(10)  | もってけ!セーラーふく                    | アニメ『らき☆すた』オープニングテーマ |
| 10-2(11)  | God knows...                             | アニメ『涼宮ハルヒの憂鬱』挿入歌 |
| 10-3(12)  | エージェント夜を往く                     | ゲーム『THE IDOLM@STER』挿入歌 |
| 12        | エージェント夜を往く                     | ゲーム『THE IDOLM@STER』挿入歌 |
| 13        | ハレ晴レユカイ                           | アニメ『涼宮ハルヒの憂鬱』エンディングテーマ |
| 14-1(14)  | 人として軸がぶれている                   | アニメ『さよなら絶望先生』オープニングテーマ |
| 14-2(13)  | ハレ晴レユカイ                           | アニメ『涼宮ハルヒの憂鬱』エンディングテーマ |
| 14        | 人として軸がぶれている                   | アニメ『さよなら絶望先生』オープニングテーマ |
| 15        | PRIDE                                    | 『総合格闘技PRIDE』テーマソング ニコニコ動画では、『SUMOU』と呼ばれるMADに使用されている MADの出典はYouTubeに投稿された動画                          |
| 16        | 盆回り                                   | バラエティ番組『8時だョ!全員集合』オチBGM ニコニコ動画では、『イチローのレーザービームで人類滅亡』を初めとする『人類滅亡シリーズ』と呼ばれるMADのBGM |
| 17        | 駆けろ!スパイダーマン                    | 特撮ドラマ『スパイダーマン』オープニングテーマ ニコニコ動画では、空耳から『スパイダーマ！』として親しまれている                                      |
| 18        | Ievan Polkka                             | フィンランド民謡 |
| 19        | 巫女みこナース・愛のテーマ               | ゲーム『巫女みこナース』テーマソング |
| 20        | 最強○×計画                               | アニメ『すもももももも〜地上最強のヨメ〜』オープニングテーマ                                                                                         |
| 21        | ウサテイ                                 | IOSYSによる、ゲーム『東方花映塚』BGM「お宇佐さまの素い幡」のアレンジ楽曲                                                                             |
| 22-1(22)  | ガチャガチャきゅ〜と・ふぃぎゅ@メイト    | ゲーム『ふぃぎゅ@メイト』オープニングテーマ |
| 22-2(23)  | 患部で止まってすぐ溶ける〜狂気の優曇華院 | IOSYSによる、ゲーム『東方永夜抄』BGM「狂気の瞳 〜 Invisible Full Moon」のアレンジ楽曲                                                                |
| 25-1(25)  | まっがーれ↓スペクタクル                  | アニメ『涼宮ハルヒの憂鬱』古泉一樹キャラクターソング                                                                                                 |
| 25-1(24)  | Help me, ERINNNNNN!!                     | ビートまりおらによる、ゲーム『東方永夜抄』BGM「竹取飛翔 〜 Lunatic Princess」のアレンジ楽曲                                                          |
| 26-1(26)  | さくらんぼ                               | 大塚愛の楽曲 ニコニコ動画ではゲーム『Fate/stay night』のMADに使用されている                                                                          |
| 26-2(27)  | 恋のミクル伝説                           | アニメ『涼宮ハルヒの憂鬱』放送第1話オープニングテーマ                                                                                                |
| 27-1(27)  | 恋のミクル伝説                           | アニメ『涼宮ハルヒの憂鬱』放送第1話オープニングテーマ                                                                                                |
| 27-2(26)  | さくらんぼ                               | 大塚愛の楽曲 ニコニコ動画ではゲーム『Fate/stay night』のMADに使用されている                                                                          |
| 27-3(28)  | ビッグブリッヂの死闘                     | ゲーム『ファイナルファンタジーV』ビッグブリッジBGM（歌詞は二次創作）                                                                                 |
| 28        | ビッグブリッヂの死闘                     | ゲーム『ファイナルファンタジーV』ビッグブリッジBGM（歌詞は二次創作）                                                                                 |
| 29        | あいつこそがテニスの王子様 (日吉パート)  | 『ミュージカル・テニスの王子様』挿入歌 |
| 30        | 雪と子供                                 | Web音楽素材 ニコニコ動画では動画「ねこ鍋」のBGM |
| 31        | 対象a                                    | アニメ『ひぐらしのなく頃に解』エンディングテーマ |
| 32        | 奈落の花                                 | アニメ『ひぐらしのなく頃に解』オープニングテーマ |
| 33        | 月のワルツ                               | NHK『みんなのうた』2004年10 - 11月放送曲 |
| 33-1(33)  | 月のワルツ                               | NHK『みんなのうた』2004年10 - 11月放送曲 |
| 33-2(34)  | GOLD RUSH                                | ゲーム『beatmaniaIIDX 14 GOLD』収録曲 |
| 34        | GOLD RUSH                                | ゲーム『beatmaniaIIDX 14 GOLD』収録曲 |
| 35        | ドラマチック                             | アニメ『おおきく振りかぶって』オープニングテーマ |
| 36        | 残酷な天使のテーゼ                       | アニメ『新世紀エヴァンゲリオン』オープニングテーマ                                                                                                   |
| 37        | U.N.オーエンは彼女なのか?                | ゲーム『東方紅魔郷』BGM（歌詞はSweets Timeなどのアレンジ楽曲のもの）                                                                                 |
| 37-1(37)  | U.N.オーエンは彼女なのか?                | ゲーム『東方紅魔郷』BGM（歌詞はSweets Timeなどのアレンジ楽曲のもの）                                                                                 |
| 37-2(36)  | 残酷な天使のテーゼ                       | アニメ『新世紀エヴァンゲリオン』オープニングテーマ                                                                                                   |
| 37        | U.N.オーエンは彼女なのか?                | 東方紅魔郷』BGM（歌詞はSweets Timeなどのアレンジ楽曲のもの）                                                                                         |
| 38        | ネクロファンタジア                       | ゲーム『東方妖々夢』BGM |
| 39        | 情熱大陸                                 | 毎日放送『情熱大陸』テーマソング |
| 40        | Princess Bride!                          | ゲーム『Princess Bride』オープニングテーマ |
| 41        | Love Cheat!                              | ゲーム『いただきじゃんがりあんR』オープニングテーマ                                                                                                  |
| 42        | Butter-Fly                               | アニメ『デジモンアドベンチャー』オープニングテーマ                                                                                                   |
| 43        | 真赤な誓い                               | アニメ『武装錬金』オープニングテーマ |
| 44        | SKILL                                    | ゲーム『第2次スーパーロボット大戦α』オープニングテーマ                                                                                               |
| 45        | 創聖のアクエリオン                       | アニメ『創聖のアクエリオン』オープニングテーマ |
| 46        | ふたりのもじぴったん                     | ゲーム『ことばのパズル もじぴったん』テーマ曲 |
| 47        | つるぺったん                             | Silver Forestによる「竹取飛翔」「レッツゴー！陰陽師」「ふたりのもじぴったん」のアレンジ楽曲                                                          |
| 48        | true my heart                            | ゲーム『Nursery Rhyme -ナーサリィ☆ライム-』オープニングテーマ                                                                                        |
| 49        | relations                                | ゲーム『THE IDOLM@STER Xbox 360版』ダンス楽曲 |
| 50        | アンインストール                         | アニメ『ぼくらの』オープニングテーマ |
| 51        | 鳥の詩                                   | ゲーム『AIR』オープニングテーマ |
| 52        | you                                      | ゲーム『ひぐらしのなく頃に解 目明し編』エンディングテーマ                                                                                            |
| 52-1(52)  | you                                      | ゲーム『ひぐらしのなく頃に解 目明し編』エンディングテーマ                                                                                            |
| 52-2(50)  | アンインストール                         | アニメ『ぼくらの』オープニングテーマ |
| 52        | you                                      | ゲーム『ひぐらしのなく頃に解 目明し編』エンディングテーマ                                                                                            |
| 53-1(53)  | 魔理沙は大変なものを盗んでいきました     | IOSYSによる、ゲーム『東方妖々夢』BGM「人形裁判 〜 人の形弄びし少女」のアレンジ楽曲                                                                   |
| 53-2(52)  | you                                      | ゲーム『ひぐらしのなく頃に解 目明し編』エンディングテーマ                                                                                            |
| 53        | 魔理沙は大変なものを盗んでいきました     | IOSYSによる、ゲーム『東方妖々夢』BGM「人形裁判 〜 人の形弄びし少女」のアレンジ楽曲                                                                   |
| (間奏)    |                                          | |
| 54        | Dr.WILY STAGE 1                          | ゲーム『ロックマン2 Dr.ワイリーの謎』BGM（歌詞は二次創作「思い出はおっくせんまん！」）                                                               |
| 54-1(54)  | Dr.WILY STAGE 1                          | ゲーム『ロックマン2 Dr.ワイリーの謎』BGM（歌詞は二次創作「思い出はおっくせんまん！」）                                                               |
| 54-2(53)  | 魔理沙は大変なものを盗んでいきました     | IOSYSによる、ゲーム『東方妖々夢』BGM「人形裁判 〜 人の形弄びし少女」のアレンジ楽曲                                                                   |
| 55        | あいつこそがテニスの王子様(亜久津パート) | 『ミュージカル・テニスの王子様』挿入歌 |
| 54(間奏)  | Dr.WILY STAGE 1                          | ゲーム『ロックマン2 Dr.ワイリーの謎』BGM（歌詞は二次創作「思い出はおっくせんまん！」）                                                               |
| 56        | レッツゴー! 陰陽師                       | ゲーム『新・豪血寺一族 -煩悩解放-』挿入歌 |
| ED1-1(54) | Dr.WILY STAGE 1                          | ゲーム『ロックマン2 Dr.ワイリーの謎』BGM（歌詞は二次創作「思い出はおっくせんまん！」）                                                               |
| ED1-2(48) | true my heart                            | ゲーム『Nursery Rhyme -ナーサリィ☆ライム-』オープニングテーマ                                                                                        |
| ED2-1(53) | 魔理沙は大変なものを盗んでいきました     | IOSYSによる、ゲーム『東方妖々夢』BGM「人形裁判 〜 人の形弄びし少女」のアレンジ楽曲                                                                   |
| ED2-2(22) | ガチャガチャきゅ〜と・ふぃぎゅ@メイト    | ゲーム『ふぃぎゅ@メイト』オープニングテーマ |
| ED3-1(56) | レッツゴー! 陰陽師                       | ゲーム『新・豪血寺一族 -煩悩解放-』挿入歌 |
| ED3-2(04) | Here we go!                              | ゲーム『スーパーマリオワールド』BGM（歌詞は二次創作）                                                                                                |
| ED4-1(55) | あいつこそがテニスの王子様               | 『ミュージカル・テニスの王子様』挿入歌 |
| ED4-2(10) | もってけ!セーラーふく                    | アニメ『らき☆すた』オープニングテーマ |
| ED5(56)   | レッツゴー! 陰陽師                       | ゲーム『新・豪血寺一族 -煩悩解放-』挿入歌 |

「Help me, ERINNNNNN!!」が24、「まっがーれ↓スペクタクル」が25となっているが、表が「まっがーれ↓スペクタクル」で、裏が「Help me, ERINNNNNN!!」である。
「SMILES&TEARS」の裏に「Here we go!」が流れているが、とても小さい音で普通に聞いていたら全くと言っていいほど聞き取れない。
また、上記の一覧は修正版のリストであり、修正前版がある。しかししも自身が削除したため、現在修正前版は視聴不可である。

### ニコニコ動画流星群
| 曲順        | 楽曲名                                             | 出典                                                                                        |
| 00          | 時報（ニコニコ動画）                               | ニコニコ割り込みに使用されるジングル                                                        |
| 01          | STAR RISE                                          | アニメ『バンブーブレード』エンディングテーマ                                                |
| 02          | 寝・逃・げでリセット!                              | アニメ『らき☆すた』柊つかさキャラクターソング                                               |
| 03-1(03)    | ハナマル☆センセイション                            | アニメ『こどものじかん』エンディングテーマ                                                  |
| 03-2(04)    | Caramelldansen                                     | Caramellの楽曲                                                                              |
| 04-1(04)    | Caramelldansen                                     | Caramellの楽曲                                                                              |
| 04-2(03)    | ハナマル☆センセイション                            | アニメ『こどものじかん』エンディングテーマ                                                  |
| 05          | 激突!グルメレース                                  | ゲーム『星のカービィ スーパーデラックス』の「激突!グルメレース」BGM                         |
| 06-1(06)    | nowhere                                            | アニメ『MADLAX』挿入歌                                                                      |
| 06-2(07)    | チーターマン2 BGM                                  | ゲーム『チーターマン2』BGM                                                                  |
| 07          | チーターマン2 BGM                                  | ゲーム『チーターマン2』BGM                                                                  |
| 08-1(08)    | Ievan Polkka                                       | フィンランド民謡                                                                            |
| 08-2(07)    | チーターマン2 BGM                                  | ゲーム『チーターマン2』BGM                                                                  |
| 08          | Ievan Polkka                                       | フィンランド民謡                                                                            |
| 09          | バラライカ                                         | アニメ『きらりん☆レボリューション』オープニングテーマ                                       |
| 10          | 男女                                               | 太郎の楽曲                                                                                  |
| 11          | モンタギュー家とキャピュレット家（騎士たちの踊り） | バレエ音楽『ロメオとジュリエット』より                                                      |
| 12          | I'm lovin' it                                      | マクドナルドのCMに使用されるジングル                                                        |
| 13          | The Last Wolf Suite〜志々雄真実の組曲〜            | アニメ『るろうに剣心 -明治剣客浪漫譚-』BGM                                                  |
| 14          | クリアまでは眠らない!                              | てつくずおきば x Team.ねこかん[猫]の楽曲                                                    |
| 15          | 未来への咆哮                                       | ゲーム『マブラヴ オルタネイティヴ』アバンオープニングテーマ                                 |
| 16          | エアーマンが倒せない                               | せらのオリジナル楽曲（ゲーム『ロックマン2 Dr.ワイリーの謎』をテーマにした二次創作）         |
| 17          | メルト                                             | ryoによる、VOCALOID2 初音ミクを使用したオリジナル楽曲                                       |
| 18          | だんご大家族                                       | アニメ『CLANNAD』エンディングテーマ                                                         |
| 19          | 風の憧憬                                           | ゲーム『クロノ・トリガー』BGM                                                               |
| 20          | 雪、無音、窓辺にて。                               | アニメ『涼宮ハルヒの憂鬱』長門有希キャラクターソング                                        |
| 21          | you                                                | ゲーム『ひぐらしのなく頃に解 目明し編』エンディングテーマ                                   |
| 22          | 魔理沙は大変なものを盗んでいきました               | IOSYSによる、ゲーム『東方妖々夢』BGM「人形裁判 〜 人の形弄びし少女」のアレンジ楽曲          |
| 23-1(23)    | U.N.オーエンは彼女なのか?                          | ゲーム『東方紅魔郷』BGM（歌詞はSweets Timeなどのアレンジ楽曲のもの）                        |
| 23-2(22)    | 魔理沙は大変なものを盗んでいきました               | IOSYSによる、ゲーム『東方妖々夢』BGM「人形裁判 〜 人の形弄びし少女」のアレンジ楽曲          |
| 24-1(24)    | お嫁にしなさいっ!                                  | IOSYSによる、東方Projectに使用される多数のBGMのアレンジ楽曲                                 |
| 24-2(23)    | U.N.オーエンは彼女なのか?                          | ゲーム『東方紅魔郷』BGM（歌詞はSweets Timeなどのアレンジ楽曲のもの）                        |
| 25          | Dr.WILY STAGE 1                                    | ゲーム『ロックマン2 Dr.ワイリーの謎』BGM(歌詞は二次創作「思い出はおっくせんまん！」）       |
| 26-1(26)    | (åh) När ni tar saken i egna händer                | AfterDarkの楽曲                                                                             |
| 26-2(27)    | ハレ晴レユカイ                                     | アニメ『涼宮ハルヒの憂鬱』エンディングテーマ                                                |
| 28          | God knows...                                       | アニメ『涼宮ハルヒの憂鬱』挿入歌                                                            |
| 29-1(29)    | JOINT                                              | アニメ『灼眼のシャナII（Second）』オープニングテーマ                                        |
| 29-2(28)    | God knows...                                       | アニメ『涼宮ハルヒの憂鬱』挿入歌                                                            |
| 30-1(30)    | 解読不能                                           | アニメ『コードギアス 反逆のルルーシュ』オープニングテーマ                                   |
| 30-2(31)    | The happy escapism song〜人生オワタソング〜        | Saka-ROW組のオリジナル楽曲                                                                  |
| 32          | パーフェクトスター・パーフェクトスタイル           | Perfumeの楽曲                                                                               |
| 33          | 患部で止まってすぐ溶ける〜狂気の優曇華院           | IOSYSによる、ゲーム『東方永夜抄』BGM「狂気の瞳 〜 Invisible Full Moon」のアレンジ楽曲       |
| 34-1(34)    | Help me, ERINNNNNN!!                               | ビートまりおらによる、ゲーム『東方永夜抄』BGM「竹取飛翔 〜 Lunatic Princess」のアレンジ楽曲 |
| 34-2(35)    | 千年幻想郷〜History of the Moon                    | ゲーム『東方永夜抄』BGM                                                                     |
| 36          | Little Busters!                                    | ゲーム『リトルバスターズ!』オープニングテーマ                                               |
| 37          | 1000%SPARKING!                                     | アニメ『ネギま!?』オープニングテーマ                                                        |
| 37-1(37)    | 1000%SPARKING!                                     | アニメ『ネギま!?』オープニングテーマ                                                        |
| 37-2(38)    | 勇気VS意地                                         | 『ミュージカル・テニスの王子様』挿入歌                                                      |
| 37-1(37)    | 1000%SPARKING!                                     | アニメ『ネギま!?』オープニングテーマ                                                        |
| 37-2(39)    | あいつこそがテニスの王子様                         | 『ミュージカル・テニスの王子様』挿入歌                                                      |
| 40          | エージェント夜を往く                               | ゲーム『THE IDOLM@STER』挿入歌                                                              |
| 41          | ネイティブフェイス                                 | ゲーム『東方風神録』BGM （歌詞はケロ⑨destiny）                                              |
| 43-1(42)    | true my heart                                      | ゲーム『Nursery Rhyme -ナーサリィ☆ライム-』オープニングテーマ                               |
| 43-2(43)    | ケロ⑨destiny                                       | Silver Forestによるゲーム『東方風神録』BGM「ネイティブフェイス」のアレンジ楽曲              |
| 44          | YATTA!                                             | はっぱ隊の楽曲（バラエティ番組『笑う犬の冒険』より）                                        |
| 45          | みくみくにしてあげる♪【してやんよ】                | ikaによる、VOCALOID2 初音ミクを使用したオリジナル楽曲                                       |
| (間奏)      |                                                    |                                                                                             |
| 46          | レッツゴー! 陰陽師                                 | ゲーム『新・豪血寺一族 -煩悩解放-』挿入歌                                                   |
| ED1-BACK    | レッツゴー! 陰陽師                                 | ゲーム『新・豪血寺一族 -煩悩解放-』挿入歌                                                   |
| ED1-1(22)   | 魔理沙は大変なものを盗んでいきました               | IOSYSによる、ゲーム『東方妖々夢』BGM「人形裁判 〜 人の形弄びし少女」のアレンジ楽曲          |
| ED1-2(25)   | Dr.WILY STAGE 1                                    | ゲーム『ロックマン2 Dr.ワイリーの謎』BGM（歌詞は二次創作「思い出はおっくせんまん！」）      |
| ED1-3(27)   | ハレ晴レユカイ                                     | アニメ『涼宮ハルヒの憂鬱』エンディングテーマ                                                |
| ED1-4-1(02) | 寝・逃・げでリセット!                              | アニメ『らき☆すた』柊つかさキャラクターソング                                               |
| ED1-4-2(27) | ハレ晴レユカイ                                     | アニメ『涼宮ハルヒの憂鬱』エンディングテーマ                                                |
| ED1-5-1(45) | みくみくにしてあげる♪【してやんよ】                | ikaによる、VOCALOID2 初音ミクを使用したオリジナル楽曲                                       |
| ED1-5-2(02) | 寝・逃・げでリセット!                              | アニメ『らき☆すた』柊つかさキャラクターソング                                               |
| ED1-6(05)   | 激突!グルメレース                                  | ゲーム『星のカービィ スーパーデラックス』の「激突!グルメレース」BGM                         |
| ED1-7-1(23) | U.N.オーエンは彼女なのか?                          | ゲーム『東方紅魔郷』BGM                                                                     |
| ED1-7-2(05) | 激突!グルメレース                                  | ゲーム『星のカービィ スーパーデラックス』の「激突!グルメレース」BGM                         |
| ED1-8-1(43) | ケロ⑨destiny                                       | Silver Forestによるゲーム『東方風神録』BGM「ネイティブフェイス」のアレンジ楽曲              |
| ED1-8-2(23) | U.N.オーエンは彼女なのか?                          | ゲーム『東方紅魔郷』BGM                                                                     |
| ED2-1(46)   | レッツゴー!陰陽師                                  | ゲーム『新・豪血寺一族 -煩悩解放-』挿入歌                                                   |
| ED2-2(45)   | みくみくにしてあげる♪【してやんよ】                | ikaによる、VOCALOID2 初音ミクを使用したオリジナル楽曲                                       |
| ED2(46)     | レッツゴー!陰陽師                                  | ゲーム『新・豪血寺一族 -煩悩解放-』挿入歌                                                   |
| 47          | G線上のアリア                                      | バッハの管弦楽組曲第3番 ニコニコ動画では、動画が削除された時に流されていた曲                |

動画の最後の使用曲リストで「true my heart」が43、裏にある「ケロ⑨destiny」が42と逆になっている。

#### ニコニコ動画流星娘
ニコニコ動画流星群のショートアレンジバージョン。dwangoを中心に、携帯音楽サイトで2008年7月23日午前0:00に配信された。また、「ニコニコ動画せれくちょん 〜才能の無駄遣い〜」にも収録されている。
| 曲順     | 楽曲名                                             | 出典                                                                                            |
| 00       | 時報（ニコニコ動画）                               | ニコニコ割り込みに使用されるジングル                                                            |
| 01       | STAR RISE                                          | アニメ『バンブーブレード』エンディングテーマ                                                    |
| 02       | 寝・逃・げでリセット!                              | アニメ『らき☆すた』柊つかさキャラクターソング                                                   |
| 03-1(03) | ハナマル☆センセイション                            | アニメ『こどものじかん』エンディングテーマ                                                      |
| 03-2(04) | Caramelldansen                                     | Caramellの楽曲                                                                                  |
| 05       | 患部で止まってすぐ溶ける〜狂気の優曇華院           | IOSYSによる、ゲーム『東方永夜抄』BGM「狂気の瞳 〜 Invisible Full Moon」のアレンジ楽曲           |
| 07-1(07) | Ievan Polkka                                       | フィンランド民謡                                                                                |
| 07-2(06) | nowhere                                            | アニメ『MADLAX』挿入歌                                                                          |
| 08       | バラライカ                                         | アニメ『きらりん☆レボリューション』オープニングテーマ                                           |
| 09       | 男女                                               | 太郎の楽曲                                                                                      |
| 10       | The Last Wolf Suite〜志々雄真実の組曲〜            | アニメ『るろうに剣心 -明治剣客浪漫譚-』BGM                                                      |
| 11-1(11) | 未来への咆哮                                       | ゲーム『マブラヴ オルタネイティヴ』アバンオープニングテーマ                                     |
| 11-2(12) | モンタギュー家とキャピュレット家（騎士たちの踊り） | バレエ音楽『ロメオとジュリエット』より                                                          |
| 13       | エアーマンが倒せない                               | せらのオリジナル楽曲（ゲーム『ロックマン2 Dr.ワイリーの謎』をテーマにした二次創作）             |
| 14       | 雪、無音、窓辺にて。                               | アニメ『涼宮ハルヒの憂鬱』長門有希キャラクターソング                                            |
| 15       | 魔理沙は大変なものを盗んでいきました               | IOSYSによる、ゲーム『東方妖々夢』BGM「人形裁判 〜 人の形弄びし少女」のアレンジ楽曲              |
| 16-1(16) | Dr.WILY STAGE 1                                    | ゲーム『ロックマン2 Dr.ワイリーの謎』BGM（歌詞は二次創作「思い出は億千万」）                    |
| 16-2(15) | 魔理沙は大変なものを盗んでいきました               | IOSYSによる、ゲーム『東方妖々夢』BGM「人形裁判 〜 人の形弄びし少女」のアレンジ楽曲              |
| 17       | God knows...                                       | アニメ『涼宮ハルヒの憂鬱』挿入歌                                                                |
| 18-1(18) | JOINT                                              | アニメ『灼眼のシャナII（Second）』オープニングテーマ                                            |
| 18-2(17) | God knows...                                       | God knows...                                                                                    |
| 17-1(17) | God knows...                                       | God knows...                                                                                    |
| 17-2(16) | ロックマン2 ワイリーステージ1                      | ゲーム『ロックマン2 Dr.ワイリーの謎』BGM「Dr.WILY STAGE 1」（歌詞は二次創作「思い出は億千万」） |
| 19-1(19) | ハレ晴レユカイ                                     | アニメ『涼宮ハルヒの憂鬱』エンディングテーマ                                                    |
| 19-2(20) | YATTA!                                             | はっぱ隊の楽曲（バラエティ番組『笑う犬の冒険』より）                                            |
| 20-1(20) | YATTA!                                             | はっぱ隊の楽曲（バラエティ番組『笑う犬の冒険』より）                                            |
| 20-2(19) | ハレ晴レユカイ                                     | アニメ『涼宮ハルヒの憂鬱』エンディングテーマ                                                    |
| 21       | みくみくにしてあげる♪【してやんよ】                | ikaによる、VOCALOID2 初音ミクを使用したオリジナル楽曲                                           |
| (間奏)   |                                                    |                                                                                                 |
| 22       | レッツゴー! 陰陽師                                 | ゲーム『新・豪血寺一族 -煩悩解放-』挿入歌                                                       |
| 22-1(22) | レッツゴー! 陰陽師                                 | ゲーム『新・豪血寺一族 -煩悩解放-』挿入歌                                                       |
| 22-2(21) | みくみくにしてあげる♪【してやんよ】                | ikaによる、VOCALOID2 初音ミクを使用したオリジナル楽曲                                           |
| 22       | レッツゴー! 陰陽師                                 | ゲーム『新・豪血寺一族 -煩悩解放-』挿入歌                                                       |
| 22-1(22) | レッツゴー! 陰陽師                                 | ゲーム『新・豪血寺一族 -煩悩解放-』挿入歌                                                       |
| 22-2(23) | あいつこそがテニスの王子様                         | 『ミュージカル・テニスの王子様』挿入歌                                                          |

「nowhere」が06、「Ievan Polkka」が07となっているが、表が「Ievan Polkka」で、裏が「nowhere」である。

### 七色のニコニコ動画
| 曲順      | 楽曲名                                    | 出典 |
| 01        | ブラック★ロックシューター                 | supercellによる、VOCALOID2 初音ミクを使用したオリジナル楽曲                                                                    |
| 02        | Heavenly Star                             | 元気ロケッツの楽曲 |
| 02-1(02)  | Heavenly Star                             | 元気ロケッツの楽曲 |
| 02-2(01)  | ブラック★ロックシューター                 | supercellによる、VOCALOID2 初音ミクを使用したオリジナル楽曲                                                                    |
| 03        | Do-Dai                                    | ゲーム『THE IDOLM@STER』楽曲                                                                                                   |
| 04-1(04)  | みwなwぎwっwてwきwたwww（篠笛禁断症状L5） | しましまPのオリジナル楽曲 |
| 04-2(05)  | Under My Skin                             | Paffendorf feat. Leyla de Vaarの楽曲(アッーウッウッイネイネ)                                                                   |
| 06-1(06)  | ナイト・オブ・ナイツ                      | ビートまりおによる、ゲーム『東方花映塚』BGM「フラワリングナイト」のアレンジ楽曲                                                |
| 06-2(07)  | ダンシング☆サムライ                       | カニミソPによる、VOCALOID2 がくっぽいどを使用したオリジナル楽曲                                                                |
| 08        | ステージ:コミカル                         | ゲーム『星のカービィ3』BGM 「サンドキャニオン」は、この曲がBGMになっているステージ                                             |
| 09        | 山地ステージ                              | ゲーム『星のカービィ スーパーデラックス』BGM 「雲海の星・スカイハイ」のほか「キャンディ山」のBGMでもある                       |
| 10        | ポップスター                              | ゲーム『星のカービィ64』BGM |
| 11        | Got The Groove                            | SM-Traxの楽曲 |
| 12        | 亡き王女の為のセプテット                  | ゲーム『東方紅魔郷』BGM |
| 13        | Bad Apple!! feat. nomico                  | nomicoによる、ゲーム『東方幻想郷』BGM「Bad Apple!!」のアレンジ楽曲                                                             |
| 14        | 俺ら東京さ行ぐだ                          | 吉幾三の楽曲 |
| 15        | RAINBOW GIRL                              | 2ちゃんねるの掲示板ニュース速報(VIP)板のスレッド「作曲できる奴ちょっとこい」で製作されたオリジナル楽曲                         |
| 16-1(16)  | Starry Sky                                | capsuleの楽曲 |
| 16-1(17)  | Hello Windows                             | ヒゲドライバーによる、Microsoft Windows XPの効果音をサンプリング使用したオリジナル楽曲                                         |
| 17        | Hello Windows                             | ヒゲドライバーによる、Microsoft Windows XPの効果音をサンプリング使用したオリジナル楽曲                                         |
| 18        | 最強パレパレード                          | ラジオ『涼宮ハルヒの憂鬱 SOS団ラジオ支部』オープニングテーマ                                                                   |
| 19        | 空                                        | CD『THE IDOLM@STER MASTER ARTIST FINALE』収録曲                                                                                |
| 20        | celluloid                                 | bakerによる、VOCALOID2 初音ミクを使用したオリジナル楽曲                                                                        |
| 21        | 初音ミクの消失                            | cosMo@暴走Pによる、VOCALOID2 初音ミクを使用したオリジナル楽曲（cosMoによるオリジナルインスト曲「偽りの冒険書」のアレンジ楽曲） |
| 21-1(21)  | 初音ミクの消失                            | cosMo@暴走Pによる、VOCALOID2 初音ミクを使用したオリジナル楽曲（cosMoによるオリジナルインスト曲「偽りの冒険書」のアレンジ楽曲） |
| 21-2（*） | 時報（ニコニコ動画）                      | ニコニコ割り込みに使用されるジングル                                                                                           |
| 22-1(22)  | ライオン                                  | アニメ『マクロスF』オープニングテーマ                                                                                          |
| 22-2(21)  | 初音ミクの消失                            | cosMo@暴走Pによる、VOCALOID2 初音ミクを使用したオリジナル楽曲                                                                  |
| 23        | 星間飛行                                  | アニメ『マクロスF』挿入歌 |
| 24        | ニホンノミカタ -ネバダカラキマシタ-       | 矢島美容室の楽曲 |
| 25        | promise                                   | 広瀬香美の楽曲 |
| 26-1(26)  | 魂のルフラン                              | 映画『新世紀エヴァンゲリオン劇場版 シト新生』主題歌                                                                            |
| 26-2(25)  | promise                                   | 広瀬香美の楽曲 |
| 27        | ワールドイズマイン                        | supercellによる、VOCALOID2 初音ミクを使用したオリジナル楽曲                                                                    |
| 28        | おてんば恋娘                              | ゲーム『東方紅魔郷』BGM |
| (間奏)    |                                           | |
| 29        | TOWN（てってってー）                      | ゲーム『THE IDOLM@STER』BGM |
| 29-1(29)  | TOWN（てってってー）                      | ゲーム『THE IDOLM@STER』BGM |
| 29-2(30)  | ぽっぴっぽー                              | ラマーズPによる、VOCALOID2 初音ミクを使用したオリジナル楽曲                                                                    |
| 31        | 溝ノ口太陽族                              | アニメ『天体戦士サンレッド』オープニングテーマ                                                                                 |
| 32        | 崖の上のポニョ                            | 映画『崖の上のポニョ』主題歌                                                                                                   |
| 33        | 伯方の塩                                  | 伯方塩業の商品「伯方の塩」CMサウンドロゴ                                                                                       |
| 34        | smooooch・∀・                             | ゲーム『beatmaniaIIDX 16 EMPRESS』収録曲                                                                                       |
| 35        | ダブルラリアット                          | アゴアニキPによる、VOCALOID2 巡音ルカを使用したオリジナル楽曲                                                                  |
| 36        | ってゐ! 〜えいえんてゐver.〜              | 石鹸屋による、ゲーム『東方永夜抄』BGM「シンデレラケージ 〜 Kagome-Kagome」のアレンジ楽曲                                       |
| 37        | 炉心融解                                  | iroha (sasaki) による、VOCALOID2 鏡音リンを使用したオリジナル楽曲                                                              |
| 38        | おジャ魔女カーニバル!!                    | アニメ『おジャ魔女どれみ』オープニングテーマ                                                                                   |
| 39        | 青く燃える炎                              | 『ミュージカル・テニスの王子様』挿入歌                                                                                         |
| 40        | ザ・レギュラー                            | 『ミュージカル・テニスの王子様』挿入歌                                                                                         |
| 41        | ハンマー状態                              | ゲーム『ドンキーコング』BGM |
| 42        | RED ZONE                                  | ゲーム『beatmaniaIIDX 11 IIDXRED』収録曲                                                                                       |
| (間奏)    |                                           | |
|           | HEROES                                    | |
| HEROES 01 | 粉雪                                      | レミオロメンの楽曲 |
| HEROES 02 | ENDLESS RAIN                              | Xの楽曲 |
| HEROES 03 | アンインストール                          | アニメ『ぼくらの』オープニングテーマ                                                                                           |
| HEROES 04 | true my heart                             | ゲーム『Nursery Rhyme -ナーサリィ☆ライム-』オープニングテーマ                                                                  |
| HEROES 05 | レッツゴー! 陰陽師                        | ゲーム『新・豪血寺一族 -煩悩解放-』挿入歌                                                                                      |
| HEROES 06 | 魔理沙は大変なものを盗んでいきました      | IOSYSによる、ゲーム『東方妖々夢』BGM「人形裁判 〜 人の形弄びし少女」のアレンジ楽曲                                             |
| HEROES 07 | ふたりのもじぴったん                      | ゲーム『ことばのパズル もじぴったん』テーマ曲                                                                                  |
| HEROES 08 | SKILL                                     | ゲーム『第2次スーパーロボット大戦α』オープニングテーマ                                                                         |
| HEROES 09 | Dr.WILY STAGE 1                           | ゲーム『ロックマン2 Dr.ワイリーの謎』BGM（歌詞は二次創作「思い出はおっくせんまん」）                                           |
| HEROES 10 | つるぺったん                              | Silver Forestによる「竹取飛翔」「レッツゴー！陰陽師」「ふたりのもじぴったん」のアレンジ楽曲                                    |
| HEROES 11 | ハレ晴レユカイ                            | アニメ『涼宮ハルヒの憂鬱』エンディングテーマ                                                                                   |
| HEROES 12 | ガチャガチャきゅ〜と・ふぃぎゅ@メイト     | ゲーム『ふぃぎゅ@メイト』オープニングテーマ                                                                                    |
| HEROES 13 | エージェント夜を往く                      | ゲーム『THE IDOLM@STER』挿入歌                                                                                                 |
| HEROES 14 | あいつこそがテニスの王子様                | 『ミュージカル・テニスの王子様』挿入歌                                                                                         |
| HEROES 15 | you                                       | ゲーム『ひぐらしのなく頃に解 目明し編』エンディングテーマ                                                                      |
| HEROES 16 | もってけ!セーラーふく                     | アニメ『らき☆すた』オープニングテーマ                                                                                          |
| HEROES 17 | Help me, ERINNNNNN!!                      | ビートまりおらによる、ゲーム『東方永夜抄』BGM「竹取飛翔 〜 Lunatic Princess」のアレンジ楽曲                                    |
| HEROES 18 | GO MY WAY!!                               | ゲーム『THE IDOLM@STER』ダンス楽曲                                                                                             |
| HEROES 19 | エアーマンが倒せない                      | せらのオリジナル楽曲（ゲーム『ロックマン2 Dr.ワイリーの謎』をテーマにした二次創作）                                            |
| HEROES 20 | メルト                                    | ryoによる、VOCALOID2 初音ミクを使用したオリジナル楽曲                                                                          |
| HEROES 21 | Little Busters!                           | ゲーム『リトルバスターズ!』オープニングテーマ                                                                                  |
| HEROES 22 | God knows...                              | アニメ『涼宮ハルヒの憂鬱』挿入歌                                                                                               |
| HEROES 23 | チーターマン2 BGM                         | ゲーム『チーターマン2』BGM |
| HEROES 24 | 創聖のアクエリオン                        | アニメ『創聖のアクエリオン』オープニングテーマ                                                                                 |
| HEROES 25 | みくみくにしてあげる♪【してやんよ】       | ikaによる、VOCALOID2 初音ミクを使用したオリジナル楽曲                                                                          |
| HEROES 26 | Caramelldansen                            | Caramellの楽曲 |
| HEROES 27 | U.N.オーエンは彼女なのか?                 | ゲーム『東方紅魔郷』BGM（歌詞はSweets Timeなどのアレンジ楽曲のもの）                                                           |
| HEROES 28 | 真赤な誓い                                | アニメ『武装錬金』オープニングテーマ                                                                                           |
| 43        | Don't say "lazy"                          | アニメ『けいおん!』エンディングテーマ                                                                                          |
| HEROES *  | 時報（ニコニコ動画）                      | ニコニコ割り込みに使用されるジングル                                                                                           |
| 44        | Reach Out To The Truth                    | ゲーム『ペルソナ4』BGM |

ラストの部分 (HEROES 1 - HEROES 28とHEROES *) は「HEROES」と呼ばれる。
HEROES以外のパートは過去のしも自身のメドレーに収録されなかった楽曲のみで構成されている。

#### 七色のニコニコ動画(mobile rainbow mix)
七色のニコニコ動画のショートアレンジバージョン。dwangoを中心に、携帯音楽サイトで2010年3月19日午前0:00に配信された。
| 曲順     | 楽曲名                              | 出典                                                         |
| 01       | Heavenly Star                       | 元気ロケッツの楽曲                                           |
| 03-1(03) | ニホンノミカタ -ネバダカラキマシタ- | 矢島美容室の楽曲                                             |
| 03-2(02) | Under My Skin                       | Paffendorf feat. Leyla de Vaarの楽曲(アッーウッウッイネイネ) |
| 04       | 崖の上のポニョ                      | 映画『崖の上のポニョ』主題歌                                 |
| 05       | 伯方の塩                            | 伯方塩業の商品「伯方の塩」CMサウンドロゴ                     |
| 06       | 最強パレパレード                    | ラジオ『涼宮ハルヒの憂鬱 SOS団ラジオ支部』オープニングテーマ |
| 07-1(07) | Got The Groove                      | SM-Traxの楽曲                                                |
| 07-2(08) | チルノのパーフェクトさんすう教室    | 東方Projectアレンジ楽曲 IOSYS                                |
| 08       | チルノのパーフェクトさんすう教室    | 東方Projectアレンジ楽曲 IOSYS                                |
| 09       | 星間飛行                            | アニメ『マクロスF』挿入歌                                    |
| (間奏)   |                                     |                                                              |
| 10       | Starry Sky                          | capsuleの楽曲                                                |
| 11       | 青く燃える炎                        | 『ミュージカル・テニスの王子様』挿入歌                       |
| 12       | 俺ら東京さ行ぐだ                    | 吉幾三の楽曲                                                 |
| 13       | 溝ノ口太陽族                        | アニメ『天体戦士サンレッド』オープニングテーマ曲             |
| 14       | ザ・レギュラー                      | 『ミュージカル・テニスの王子様』挿入歌                       |
| 15       | 魂のルフラン                        | 映画『新世紀エヴァンゲリオン劇場版 シト新生』主題歌          |
| 16       | promise                             | 広瀬香美の楽曲                                               |
| 17       | ライオン                            | アニメ『マクロスF』オープニングテーマ                        |
| 18       | Don't say "lazy"                    | アニメ『けいおん!』エンディングテーマ                        |

「Under My Skin」が02、「ニホンノミカタ -ネバダカラキマシタ-」が03となっているが、表が「ニホンノミカタ -ネバダカラキマシタ-」で、裏が「Under My Skin」である。
『七色のニコニコ動画』との相違点は、『おてんば恋娘』からアレンジである『チルノのパーフェクトさんすう教室』に変更されたところ。
また、1曲ごとの演奏時間が長くとられている等、アレンジの部分で『七色のニコニコ動画』とはかなり異なった作品になっている。

### 組曲『ニコニコ動画』改
そもそもは2011年4月23日22:00に上記の組曲『ニコニコ動画』の700万再生突破記念メドレーとして製作･投稿されたもの。
『さくらさくら』がカットされた代わりに、上記のニコニコ動画流星群のED(BACK抜き)を繋げる。
| 曲順               | 楽曲名                                   | 出典 |
| 01                 | エージェント夜を往く                     | ゲーム『THE IDOLM@STER』挿入歌                                                                            |
| 02                 | ハレ晴レユカイ                           | アニメ『涼宮ハルヒの憂鬱』エンディングテーマ                                                              |
| 03                 | 患部で止まってすぐ溶ける〜狂気の優曇華院 | IOSYSによる、ゲーム『東方永夜抄』BGM「狂気の瞳 〜 Invisible Full Moon」のアレンジ楽曲                     |
| 04                 | Help me, ERINNNNNN!!                     | ビートまりおらによる、ゲーム『東方永夜抄』BGM「竹取飛翔 〜 Lunatic Princess」のアレンジ楽曲               |
| 05                 | nowhere                                  | アニメ『MADLAX』挿入歌                                                                                    |
| 06                 | クリティウスの牙                         | アニメ『遊☆戯☆王デュエルモンスターズ』BGM                                                                 |
| 07                 | GONG                                     | ゲーム『第3次スーパーロボット大戦α 終焉の銀河へ』オープニングテーマ                                       |
| 08-1(08)           | 森のキノコにご用心                       | ゲーム『スーパーマリオRPG』BGM（歌詞は二次創作）                                                          |
| 08-2(07)           | GONG                                     | ゲーム『第3次スーパーロボット大戦α 終焉の銀河へ』オープニングテーマ                                       |
| 08                 | 森のキノコにご用心                       | ゲーム『スーパーマリオRPG』BGM（歌詞は二次創作）                                                          |
| 09                 | Butter-Fly                               | アニメ『デジモンアドベンチャー』オープニングテーマ                                                        |
| 10-1(10)           | 真赤な誓い                               | アニメ『武装錬金』オープニングテーマ                                                                      |
| 10-2(09)           | Butter-Fly                               | アニメ『デジモンアドベンチャー』オープニングテーマ                                                        |
| 11                 | エアーマンが倒せない                     | せらのオリジナル楽曲（ゲーム『ロックマン2 Dr.ワイリーの謎』をテーマにした二次創作）                       |
| 11-1(11)           | エアーマンが倒せない                     | せらのオリジナル楽曲（ゲーム『ロックマン2 Dr.ワイリーの謎』をテーマにした二次創作）                       |
| 11-2(12)           | 勇気VS意地                               | 『ミュージカル・テニスの王子様』挿入歌                                                                    |
| 12                 | 勇気VS意地                               | 『ミュージカル・テニスの王子様』挿入歌                                                                    |
| 13                 | アンインストール                         | アニメ『ぼくらの』オープニングテーマ                                                                      |
| 14                 | 鳥の詩                                   | ゲーム『AIR』オープニングテーマ                                                                           |
| 15                 | you                                      | ゲーム『ひぐらしのなく頃に解 目明し編』エンディングテーマ                                                 |
| 16-1(16)           | 魔理沙は大変なものを盗んでいきました     | IOSYSによる、ゲーム『東方妖々夢』BGM「人形裁判 〜 人の形弄びし少女」のアレンジ楽曲                        |
| 16-2(15)           | you                                      | ゲーム『ひぐらしのなく頃に解 目明し編』エンディングテーマ                                                 |
| 16                 | 魔理沙は大変なものを盗んでいきました     | IOSYSによる、ゲーム『東方妖々夢』BGM「人形裁判 〜 人の形弄びし少女」のアレンジ楽曲                        |
| (間奏)             |                                          | |
| 17                 | Dr.WILY STAGE 1                          | ゲーム『ロックマン2 Dr.ワイリーの謎』BGM（歌詞は二次創作「思い出は億千万」）                              |
| 17-1(17)           | Dr.WILY STAGE 1                          | ゲーム『ロックマン2 Dr.ワイリーの謎』BGM（歌詞は二次創作「思い出は億千万」）                              |
| 17-2(16)           | 魔理沙は大変なものを盗んでいきました     | IOSYSによる、ゲーム『東方妖々夢』BGM「人形裁判 〜 人の形弄びし少女」のアレンジ楽曲                        |
| 18-1(18)           | God knows...                             | アニメ『涼宮ハルヒの憂鬱』挿入歌                                                                          |
| 18-2(17)           | Dr.WILY STAGE 1                          | ゲーム『ロックマン2 Dr.ワイリーの謎』BGM（歌詞は二次創作「思い出は億千万」）                              |
| 18-3(16)           | 魔理沙は大変なものを盗んでいきました     | IOSYSによる、ゲーム『東方妖々夢』BGM「人形裁判 〜 人の形弄びし少女」のアレンジ楽曲                        |
| 19                 | もってけ!セーラーふく                    | アニメ『らき☆すた』オープニングテーマ                                                                     |
| 20                 | ガチャガチャへるつ・ふぃぎゅ@ラジオ      | ゲーム『ふぃぎゅ@謝肉祭』オープニングテーマ                                                               |
| 21                 | 創聖のアクエリオン                       | アニメ『創聖のアクエリオン』オープニングテーマ                                                            |
| 22                 | ふたりのもじぴったん                     | ゲーム『ことばのパズル もじぴったん』テーマ曲                                                             |
| 23                 | つるぺったん                             | Silver Forestによる「竹取飛翔」「レッツゴー！陰陽師」「ふたりのもじぴったん」のアレンジ楽曲               |
| 24                 | Here we go!                              | ゲーム『スーパーマリオワールド』BGM（歌詞は二次創作）                                                     |
| 25                 | true my heart                            | ゲーム『Nursery Rhyme -ナーサリィ☆ライム-』オープニングテーマ                                             |
| 26-1(26)           | kiss my lips                             | ave;new feat.佐倉紗織の楽曲                                                                               |
| 26-2(25)           | true my heart                            | ゲーム『Nursery Rhyme -ナーサリィ☆ライム-』オープニングテーマ                                             |
| 27                 | RODEO MACHINE                            | HALFBYの楽曲 PVが『少し楽しくなる動画』というタイトルでアップロードされている。                           |
| 28                 | 序曲 (DRAGON QUEST)                      | ゲーム『ドラゴンクエストシリーズ』テーマ曲（歌詞は国歌「君が代」）                                        |
| 29                 | FINAL FANTASY                            | ゲーム『ファイナルファンタジーシリーズ』テーマ曲                                                          |
| 30                 | ガチャガチャきゅ〜と・ふぃぎゅ@メイト    | ゲーム『ふぃぎゅ@メイト』オープニングテーマ                                                               |
| 30-1(30)           | ガチャガチャきゅ〜と・ふぃぎゅ@メイト    | ゲーム『ふぃぎゅ@メイト』オープニングテーマ                                                               |
| 30-2(29)           | FINAL FANTASY                            | ゲーム『ファイナルファンタジーシリーズ』テーマ曲                                                          |
| 31                 | あいつこそがテニスの王子様               | 『ミュージカル・テニスの王子様』挿入歌                                                                    |
| 32                 | レッツゴー! 陰陽師                       | ゲーム『新・豪血寺一族 -煩悩解放-』挿入歌                                                                 |
| ED1-1(16)          | 魔理沙は大変なものを盗んでいきました     | IOSYSによる、ゲーム『東方妖々夢』BGM「人形裁判 〜 人の形弄びし少女」のアレンジ楽曲                        |
| ED1-2(17)          | Dr.WILY STAGE 1                          | ゲーム『ロックマン2 Dr.ワイリーの謎』BGM「Dr.WILY STAGE 1」（歌詞は二次創作「思い出はおっくせんまん！」） |
| ED1-3(02)          | ハレ晴レユカイ                           | アニメ『涼宮ハルヒの憂鬱』エンディングテーマ                                                              |
| ED1-4-1(ED1-4)     | 寝・逃・げでリセット!                    | アニメ『らき☆すた』柊つかさキャラクターソング                                                             |
| ED1-4-2(02, ED1-3) | ハレ晴レユカイ                           | アニメ『涼宮ハルヒの憂鬱』エンディングテーマ                                                              |
| ED1-4              | 寝・逃・げでリセット!                    | アニメ『らき☆すた』柊つかさキャラクターソング                                                             |
| ED1-5-1(ED1-5)     | 激突!グルメレース                        | ゲーム『星のカービィ スーパーデラックス』の「激突!グルメレース」BGM                                       |
| ED1-5-2(ED1-4)     | 寝・逃・げでリセット!                    | アニメ『らき☆すた』柊つかさキャラクターソング                                                             |
| ED1-6-1(ED1-6)     | U.N.オーエンは彼女なのか?                | ゲーム『東方紅魔郷』BGM                                                                                   |
| ED1-6-2(ED1-7)     | 時報（ニコニコ動画）                     | ニコニコ割り込みに使用されるジングル                                                                      |
| ED1-6-3(ED1-5)     | 激突!グルメレース                        | ゲーム『星のカービィ スーパーデラックス』の「激突!グルメレース」BGM                                       |
| ED1-8              | ケロ⑨destiny                             | Silver Forestによるゲーム『東方風神録』BGM「ネイティブフェイス」のアレンジ楽曲                            |
| ED2-1(32)          | レッツゴー!陰陽師                        | ゲーム『新・豪血寺一族 -煩悩解放-』挿入歌                                                                 |
| ED2-2              | みくみくにしてあげる♪【してやんよ】      | ikaによる、VOCALOID2 初音ミクを使用したオリジナル楽曲                                                     |
| ED2(32)            | レッツゴー!陰陽師                        | ゲーム『新・豪血寺一族 -煩悩解放-』挿入歌                                                                 |

### 超組曲『ニコニコ動画』
ニコニコ超会議への楽曲提供として作曲され、2012年04月15日に投稿された。投稿者は「組曲『ニコニコ動画』」×「ニコニコ動画流星群」×「七色のニコニコ動画」としているが、収録曲目のみを見ると「ニコニコ動画物語.wav」×「ニコニコ動画流星群」×「七色のニコニコ動画」ともとれる。
| 曲順     | 楽曲名                               | 出典                                                                                |
| 01       | ブラック★ロックシューター            | supercellによる、VOCALOID2 初音ミクを使用したオリジナル楽曲                         |
| 02       | heavenly star                        | 元気ロケッツの楽曲                                                                  |
| 01       | ブラック★ロックシューター            | supercellによる、VOCALOID2 初音ミクを使用したオリジナル楽曲                         |
| 02       | heavenly star                        | 元気ロケッツの楽曲                                                                  |
| 03       | STAR RISE                            | アニメ『バンブーブレード』エンディングテーマ                                        |
| 04       | Caramelldansen                       | Caramellの楽曲                                                                      |
| 05       | nowhere                              | アニメ『MADLAX』挿入歌                                                              |
| 06       | Ievan Polkka                         | フィンランド民謡                                                                    |
| 07       | Bad Apple!! feat. nomico             | nomicoによる、ゲーム『東方幻想郷』BGM「Bad Apple!!」のアレンジ楽曲                  |
| 08       | 俺ら東京さ行ぐだ                     | 吉幾三の楽曲                                                                        |
| 09       | 男女                                 | 太郎の楽曲                                                                          |
| 10       | 真赤な誓い                           | アニメ『武装錬金』オープニングテーマ                                                |
| 11       | エアーマンが倒せない                 | せらのオリジナル楽曲（ゲーム『ロックマン2 Dr.ワイリーの謎』をテーマにした二次創作） |
| 12       | メルト                               | ryoによる、VOCALOID2 初音ミクを使用したオリジナル楽曲                               |
| 13       | 創聖のアクエリオン                   | アニメ『創聖のアクエリオン』オープニングテーマ                                      |
| 14       | 炉心融解                             | iroha (sasaki) による、VOCALOID2 鏡音リンを使用したオリジナル楽曲                   |
| 15       | U.N.オーエンは彼女なのか?            | ゲーム『東方紅魔郷』BGM（歌詞はSweets Timeなどのアレンジ楽曲のもの）                |
| 16       | 魂のルフラン                         | 映画『新世紀エヴァンゲリオン劇場版 シト新生』主題歌                                 |
| 17       | promise                              | 広瀬香美の楽曲                                                                      |
| 18       | アンインストール                     | アニメ『ぼくらの』オープニングテーマ                                                |
| 19       | you                                  | ゲーム『ひぐらしのなく頃に解 目明し編』エンディングテーマ                           |
| 20-1(20) | 魔理沙は大変なものを盗んでいきました | IOSYSによる、ゲーム『東方妖々夢』BGM「人形裁判 〜 人の形弄びし少女」のアレンジ楽曲  |
| 20-2(19) | you                                  | ゲーム『ひぐらしのなく頃に解 目明し編』エンディングテーマ                           |
| 20       | 魔理沙は大変なものを盗んでいきました | IOSYSによる、ゲーム『東方妖々夢』BGM「人形裁判 〜 人の形弄びし少女」のアレンジ楽曲  |
| 21       | 星間飛行                             | アニメ『マクロスF』挿入歌                                                           |
| 22       | Dr.WILY STAGE 1                      | ゲーム『ロックマン2 Dr.ワイリーの謎』BGM（歌詞は二次創作「思い出は億千万」）        |
| 23       | God knows...                         | アニメ『涼宮ハルヒの憂鬱』挿入歌                                                    |
| 24       | ハレ晴レユカイ                       | アニメ『涼宮ハルヒの憂鬱』エンディングテーマ                                        |
| 25       | みくみくにしてあげる♪【してやんよ】  | ikaによる、VOCALOID2 初音ミクを使用したオリジナル楽曲                               |
| (間奏)   |                                      |                                                                                     |
| 26       | レッツゴー! 陰陽師                   | ゲーム『新・豪血寺一族 -煩悩解放-』挿入歌                                           |
| 26-1(26) | レッツゴー! 陰陽師                   | ゲーム『新・豪血寺一族 -煩悩解放-』挿入歌                                           |
| 26-2(27) | あいつこそがテニスの王子様           | 『ミュージカル・テニスの王子様』挿入歌                                              |

## 削除騒動
2007年11月28日18時10分頃に権利者による削除を受けた状態となったが、同日20時18分頃には動画は元通り再生が可能になった。2021年現在、公式なコメントはない。全ユーザーが登録したマイリスト・マイメモリーも表示されなくなりそれまでの再生数も消えたことから一度は確実に削除されたようだが、こちらも同22時頃に再表示された。
また2008年2月8日13時45分頃にも権利者削除された状態になるが、同日の17時32分頃に再び再生可能となった。
※YouTubeではニコニコ動画転載と原曲ver（主に著作権）に引っかかって消されるがしばらくすると再びアップロードされる。

## 他作品への影響
「組曲『らき☆すた動画』」は、「組曲『ニコニコ動画』」をリスペクトしたものである。同作品は、2007年12月26日にランティスより発売された、テレビアニメ『らき☆すた』のリミックス曲集「らき☆すたRe-Mix002〜『ラキスタノキワミ、アッー』【してやんよ】〜」のトラック6に収録されている。
後に発売された『ランティス組曲 feat.Nico Nico Artists』も「組曲『ニコニコ動画』」のように「組曲」として楽曲をメドレー形式に繋いだものである。